# Kościół Świętej Trójcy w Urdominie
Kościół Świętej Trójcy w Urdominie – świątynia katolicka w Urdominie (Litwa).
Kościół, zbudowany w 1592 ufundowali Grzegorz i Maria Massalscy. W latach 1754–1765 kościół przebudowano na koszt Mikołaja Turczynowicza Suszyckiego, nadając mu styl barokowo – klasycystyczny.
Murowany kościół ma kształt trzynawowej bazyliki (dwie nawy boczne niższe od środkowej) na planie krzyża z transeptem. Wejście prowadzi przez niski, wieloboczny przedsionek. Po bokach fasady stoją dwie czworoboczne wieże przykryte kopułami z latarniami. Wieżyczka z sygnaturką umieszczona jest nad częścią ołtarzową.
We wnętrzu barokowe ołtarze i ambona.
Koło kościoła znajduje się klasycystyczna plebania z XIX wieku oraz drewniany spichlerz.